# Tesem

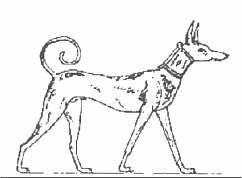
Wizerunek staroegipskiego charta, nazywanego Tesem

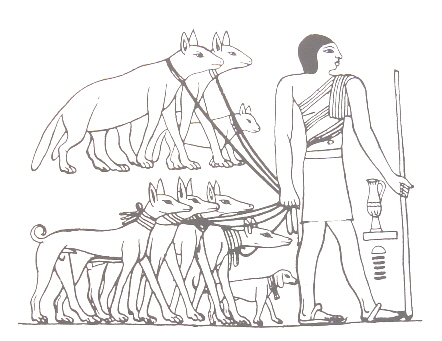
Psy myśliwskie często stanowiły trybut dla faraona. Rysunek przedstawia: powyżej hieny i szakala, poniżej tesemy wraz z psem gończym.

Tesem – wymarła rasa psa, pochodząca z rejonów Egiptu, wyglądem i użytkowością najbardziej zbliżona do psów z grupy chartów.
Hans Räber podaje, że najstarszym wizerunkiem psa wyglądem przypominającego charta, jest przedstawienie tego zwierzęcia na misie pochodzącej z kultury Amrah, z Górnego Egiptu. Jej wiek jest określany na 3800–3600 rok p.n.e.
Räber przytacza także opis Haucka, który pisze: „Pies, którego najczęściej przedstawiano w niemal groteskowo stylizowanej postaci, był średniej wielkości chartem, z wyjątkiem stojących uszu niezwykle podobnym do afrykańskiego sluki (...) Nazywano go tesem, zaś żeńską formą było tesemt”.
Psy, określane jako staroegipskie charty – tesem, są w literaturze kynologicznej traktowane jako protoplaści współczesnych chartów śródziemnomorskich. Zaliczane do nich są psy, będące w typie zbliżonym do dawnego tesema, takie jak:
- podenco z Ibizy, występujący na Balearach i Pitiuzach
- podenco kanaryjski z Wysp Kanaryjskich
- pies faraona
- cirneco dell'Etna z Sycylii
- podengo portugalski.